# 塞利什 (安哥拉)
11°24′17″S 14°18′2″E / 11.40472°S 14.30056°E
塞利什（葡萄牙語：Seles），是安哥拉的城鎮，位於該國西部，由南廣薩省負責管轄，處於大西洋沿岸，面積3,101平方公里，2006年人口201,794，人口密度每平方公里65人。